# Любомирский, Александр Михаил (ум. 1675)
Князь Александр Михаил Любомирский (ум. 1675) — польский аристократ, староста переяславский и садецкий. Родоначальник пшеворской линии княжеского рода Любомирских.

## Биография
Представитель знаного польского княжеского рода Любомирских герба «Шренява». Второй сын гетмана польного коронного Ежи Себастьяна Любомирского (1616—1667) от первого брака с Констанцией Лигезой (ум. 1648). Братья — Станислав Ираклий, Иероним Августин, Ежи Доминик и Франтишек Себастьян.
Участник войн Речи Посполитой с Русским государством (1654—1667) и Швецией (1655—1660). В 1656 году в битве со шведами под Варкой командовал драгунской хоругвью (190 коней). В 1660 году во время военной кампании на Украине князь Александр Михаил Любомирский командовал конным полком в битвах под Любаром, Чудновом и Слободищем.

## Семья
В 1668 году женился на Катаржине Анне Сапеге (ум. после 1699), дочери гетмана великого литовского и воеводы виленского Павла Яна Сапеги (1609—1665) и Анны Барбары Копец (ум. 1707). Дети:
- Анна Констанция Любомирская (ум. 1726), 1-й муж граф Ян Казимир Виельгорский, 2-й муж воевода калишский и познанский Станислав Малаховский (1659—1699)
- Ежи Александр Любомирский (ок. 1669—1735), обозный великий коронный (1703), воевода сандомирский (1729—1735), староста садецкий
- Михаил Любомирский (ум. 1714), подстолий великий коронный (1706)
- Юзеф Любомирский (ум. 1710), аббат тынецкий.

После смерти Александра Михаила Любомирского (1675) его дети перешли под опеку родственников. Его вдова Катаржина Анна Сапега вторично вышла замуж за старосту садецкого Яна Липского.